# Euploea illudens
Euploea illudens är en fjärilsart som beskrevs av Butler 1882. Euploea illudens ingår i släktet Euploea och familjen praktfjärilar. Inga underarter finns listade i Catalogue of Life.